# 마드리드 경전철 3호선

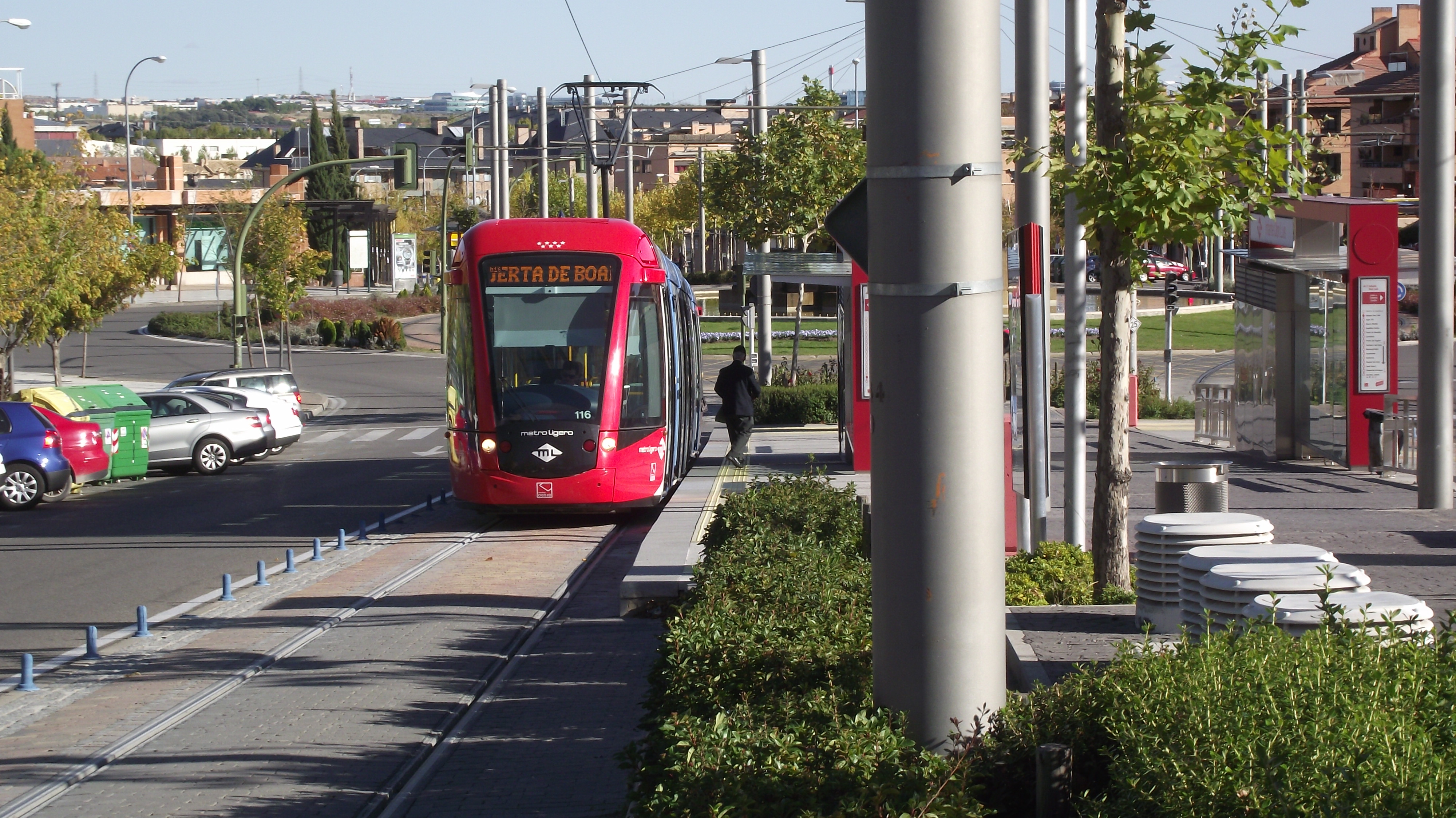
경전철 3호선의 인판테 돈 루이스 역에 진입하는 열차

마드리드 경전철 3호선 (Metro Ligero - Línea 3, 약칭 L3)은 마드리드 경전철의 한 노선으로, 메트로 리헤로 오에스테 (서부 경전철) 사에서 운영한다. 길이는 13.7km에 16개 역이 영업중에 있다. 마드리드 서부의 라티나 구와 그 교외의 포수엘로데알라르콘, 알코르콘 시를 지나 보아디야델몬테 시까지 잇는 노선으로, 콜로니아 하르딘 역에서 푸에르타 데 보아디야 역까지 이어진다. 노선 상징색은 빨간색이다.
2004년 12월부터 공사에 들어가, 약 2년 반의 작업 끝에 2007년 7월 27일 마드리드 경전철 2호선과 함께 개통하였다. 16개 역 중에서 콜로디아 하르딘 역만 지하에 위치해 있고 나머지 전 구간이 지상을 달린다. 단 몬테프린시페 역은 반지하 구조로 되어 있다.
경전철 1호선에 투입되는 차량은 알스톰 사의 트램 모델인 시타디스 (Citadis)로, 최고시속 70km를 자랑하며, 전류방식은 750V 직류 방식이다. 차량규모는 총 5량이지만 필요에 따라 7량까지 확대할 수 있다. 실제 운행에서는 다른 지하철노선과는 반대로 우측통행으로 운행되는데 이는 지상교통의 흐름을 방해하지 않기 위한 것이다.